# Hunter Reese
Hunter Reese (Kennesaw, 11 gennaio 1993) è un tennista statunitense.
Specialita del doppio, ha disputato una finale del circuito maggiore al Los Cabos Open 2021, ha vinto diversi titoli nell'ATP Challenger Tour e ha raggiunto il 73º posto nel ranking ATP nel giugno 2022. Nelle prove del Grande Slam si è spinto fino al terzo turno agli US Open 2021. In singolare non ha conseguito risultati di rilievo e dal 2020 ha giocato quasi esclusivamente in doppio.

## Carriera
Vince il primo trofeo da professionista nel novembre 2014 nel torneo dell'ATP Challenger Tour a Knoxville in coppia con il lettone Miķelis Lībietis. Torna a vincere un torneo nel 2016 nel circuito minore, quello dell'ITF Men's Circuit, e nell'arco della stagione vince altri due tornei ITF. L'anno successivo vince cinque tornei ITF e a fine anno entra per due settimane nella top 200. Nel 2018 arrivano altri due titoli Challenger in coppia con Evan King e ad aprile rientra in pianta stabile nella top 200. Vince un titolo Challenger nel 2019 e uno nel 2020.
Nel 2021 gioca quattro gioca quattro finali Challenger e ne vince due consecutive a maggio, tra le quali la prima in un torneo Challenger 125 all'Oeiras Open III in coppia con Sem Verbeek. A luglio disputa la sua unica finale in carriera nel circuito maggiore al Los Cabos Open, di nuovo con Verbeek, e vengono sconfitti da Hans Hach Verdugo / John Isner in tre set. Passa la sua prima settimana nella top 100 nel settembre 2021. 
vi rientra nel febbraio 2022 per un'altra settimana, nel corso della stagione vince tre delle quattro finali Challenger giocate, torna in top 100 e vi resta per poco più di un anno tra aprile 2022 e aprile 2023 ininterrottamente. Nel giugno 2022 raggiunge la 73ª posizione mondiale, che rimarrà il suo miglior ranking in carriera. A maggio 2023 perde la sola finale stagionale disputata e a ottobre esce anche dalla top 200. Nel marzo 2024 vince due tornei Challenger 50, ad aprile rientra nella top 200 e vi resta quasi ininterrottamente per tutta la stagione. A fine anno perde quasi tutti gli incontri disputati e rimane inattivo nel 2025.

## Statistiche
Aggiornate al 23 giugno 2025.

### Doppio

#### Finali perse (1)
| Legenda                                                  |
| Grande Slam (0)                                          |
| ATP World Tour Finals (0)                                |
| ATP World Tour Masters 1000 (0)                          |
| ATP World Tour 500 Series (0)                            |
| ATP International Series / ATP World Tour 250 Series (1) |

| N. | Data           | Torneo         | Superficie | Compagno    | Avversari in finale          | Punteggio        |
| 1. | 24 luglio 2021 | Los Cabos Open | Cemento    | Sem Verbeek | Hans Hach Verdugo John Isner | 7–5, 2–6, [4–10] |

### Tornei Challenger

#### Doppio

##### Vittorie (12)
| N.  | Data              | Torneo                             | Superficie  | Compagno            | Avversari in finale                 | Punteggio              |
| 1.  | 8 novembre 2014   | Knoxville Challenger, Knoxville    | Cemento (i) | Miķelis Lībietis    | Gastão Elias Sean Thornley          | 6-3, 6-4               |
| 2.  | 21 aprile 2018    | Sarasota Open, Sarasota            | Terra verde | Evan King           | Christian Harrison Peter Polansky   | 6-1, 6-2               |
| 3.  | 15 settembre 2018 | Cary Challenger, Cary              | Cemento     | Evan King           | Fabrice Martin Hugo Nys             | 6-4, 7-6(6)            |
| 4.  | 8 giugno 2019     | Fergana Challenger, Fergana        | Cemento     | Evan King           | Nikola Ćaćić Yang Tsung-hua         | 6-3, 5-7, [10-4]       |
| 5.  | 26 settembre 2020 | Sibiu Open, Sibiu                  | Terra rossa | Jan Zieliński       | Hans Hach Verdugo Robert Galloway   | 6-4, 6-2               |
| 6.  | 15 maggio 2021    | Zagreb Open, Zagabria              | Terra rossa | Evan King           | Andrej Golubev Oleksandr Nedovyesov | 6-2, 7-6(4)            |
| 7.  | 22 maggio 2021    | Oeiras Open Challenger III, Oeiras | Terra rossa | Sem Verbeek         | Sadio Doumbia Fabien Reboul         | 4-6, 6-4, [10-7]       |
| 8.  | 4 giugno 2022     | Poznań Open, Poznań                | Terra rossa | Szymon Walków       | Marek Gengel Adam Pavlásek          | 1-6, 6-3, [10-6]       |
| 9.  | 23 luglio 2022    | Indy Challenger, Indianapolis      | Cemento (i) | Hans Hach Verdugo   | Purav Raja Divij Sharan             | 7-6(3), 3-6, [10-7]    |
| 10. | 12 novembre 2022  | Knoxville Challenger, Knoxville    | Cemento (i) | Tennys Sandgren     | Martin Damm Mitchell Krueger        | 6(4)-7, 7-6(3), [10-5] |
| 11. | 9 marzo 2024      | Rwanda Challenger II, Kigali       | Terra rossa | Thomas John Fancutt | S D Prajwal Dev David Pichler       | 6-1, 7-5               |
| 12. | 23 marzo 2024     | Yucatán Open, Mérida               | Terra rossa | Thomas John Fancutt | Boris Kozlov Stefan Kozlov          | 7-5, 6-3               |

##### Sconfitte (10)
| N.  | Data              | Torneo                                       | Superficie  | Compagno          | Avversari in finale                       | Punteggio           |
| 1.  | 19 maggio 2018    | Lisboa Belém Open, Lisbona                   | Terra rossa | Tomasz Bednarek   | Marcelo Arévalo Miguel Ángel Reyes Varela | 3-6, 6-3, [1-10]    |
| 2.  | 10 novembre 2018  | Knoxville Challenger, Knoxville              | Cemento (i) | Tennys Sandgren   | Toshihide Matsui Frederik Nielsen         | 6(6)-7, 5-7         |
| 3.  | 2 marzo 2020      | Challenger Series Indian Wells, Indian Wells | Cemento     | Darian King       | JC Aragone Marcos Giron                   | 4-6, 4-6            |
| 4.  | 13 luglio 2019    | Winnipeg Challenger, Winnipeg                | Cemento     | Adil Shamasdin    | Darian King Peter Polansky                | 6(8)-7, 3-6         |
| 5.  | 21 settembre 2019 | Kaohsiung Challenger, Kaohsiung              | Cemento     | Evan King         | Hsieh Cheng-peng Yang Tsung-hua           | 4-6, 6(4)-7         |
| 6.  | 3 ottobre 2020    | Split Open, Spalato                          | Terra rossa | André Göransson   | Treat Conrad Huey Nathaniel Lammons       | 4-6, 6(3)-7         |
| 7.  | 6 febbraio 2021   | Open Quimper Bretagne II, Quimper            | Cemento (i) | Brandon Nakashima | Ruben Bemelmans Daniel Masur              | 2-6, 1-6            |
| 8.  | 20 marzo 2021     | Cleveland Open, Cleveland                    | Cemento (i) | Evan King         | Robert Galloway Alex Lawson               | 5-7, 7-6(5), [9-11] |
| 9.  | 30 aprile 2022    | Ostrava Open Challenger, Ostrava             | Terra rossa | Sem Verbeek       | Alexander Erler Lucas Miedler             | 6(5)-7, 5-7         |
| 10. | 13 maggio 2023    | TK Sparta Praga Challenger, Praga            | Terra rossa | Miķelis Lībietis  | Dan Added Albano Olivetti                 | 4-6, 3-6            |